# 龍騎兵団ダンザルブ
『龍騎兵団ダンザルブ』（りゅうきへいだんダンザルブ）は、ユタカが1993年4月23日にスーパーファミコン用ゲームソフトとして発売したロールプレイングゲーム。

## 概要
スーパーモノロイドと呼ばれるドラゴン型のロボットを操り戦うコマンド式のRPG。キャラクター・メカニックデザインにガイナックスが参加し、同社の手によるTVCMが流れたことも当時話題になった。
物語はオーバル軍の精鋭部隊ダンザルブ隊の一員になった新兵マシュー・ロビンを主人公とし、ダマイア軍との戦いの中で起こる様々な出来事と戦争の行く末が描かれる。ゲームは主に司令から与えられるミッションをクリアすることで進行する。ミッションは全15章、各章は一話完結する形で進行していく。分岐はなく一本道である。
ゲームは生身の肉弾戦と、モノロイドに登場してのメカ戦に分かれる。戦闘で得られる報酬である「エネルギー」でほぼ全てを賄うアイテム開発のシステムが特徴的である。その気になれば序盤から強力な装備を開発することも出来、育成の自由度は比較的高い。
シナリオ面では、ミッション進行につれて味方メンバーの戦死や裏切りなどが起こる入れ替わりの多い展開が特徴である。エンディングは飯島健男の手による、想像力をぼかすことによって、続きを想像させるというラストシーンとなる。「ヴァーチャルリアリティ」が本作の隠されたテーマであり、序盤から伏線が巧みに張られており、それらは終盤になって一気に浮上し、どんでん返しの結末に至る。

## ゲーム内容

### ミッション
シナリオは15の章（ミッション）に分かれている。各ミッションでマップを探索し、ボスを倒す、爆弾を解体する、などのクリア条件を満たすとミッション終了となり、次のミッションへ進むことになる。
各章ごとに強制出撃が行われるパイロットや、シナリオの進行につれて戦死や裏切りによって強制離脱する登場人物もあり、プレイヤーは成長が偏らないような平均的な育成の上に、優先的に育成すべき人物の選定を迫られることになる。なお、離脱した人物の能力や装備の引継ぎは行われない。

### アイテム開発
本作の大きな特徴として、アイテムや武器防具は戦闘後に得られる報酬である「エネルギー」を消費して、キムの「開発」コマンドで作成する点が挙げられる。一部の人間回復アイテムはジャニスの「治療」コマンドで作成する。購入するお店等は存在しない。不要アイテムは分解し作成時の半分程度のエネルギーを回収することができる。
作成キャラのレベルを上げることで新しい強力な装備を作ることが出来るようになる。作成キャラを戦闘メンバーに加えておけば、マップ探索中にも作成することができ、戦闘しエネルギーを集めつつ回復アイテムを作って補給する等、その場の状況に応じた対応が可能になる。
武器の攻撃範囲は単体攻撃・隊列攻撃・全体攻撃の3種がある。雑魚戦では多少弱くとも隊列・全体攻撃の連発で一掃するほうが効率が良く、ボス戦では属性のある強力な武器が向く。
一部の武器には属性（高熱・冷気・電撃）があり、属性がある武器で攻撃すると各種追加エフェクトが生じ属性のない武器より高いダメージを与える。ボスキャラは属性別の守備力に顕著な差がある。攻略本によると防具にも属性別の防御力があるようだが、実際には全て同じ数値に揃えられており機能していない。ファンブル、毒などの強力な追加効果を与える武器も存在する。
アイテム欄では作成に必要なエネルギーと消費BPしか確認出来ない為、その効果は実際に戦闘で試してみなければわからない。基本的には消費BPが多い武器の方が高い攻撃力を持つが、属性の関係で実際のダメージでは逆転することもある。

### ポイント
ミッション中には人助けやアイテム発掘などのイベントが用意されており、それらをクリアすると「ポイント」を得る。このポイントはミッション間に使用メニューがあり、能力が低く戦闘に参加させづらいキャラをレベルアップさせたり、HP・BPを個別に育成したり、強力なアイテムと交換することができる。ポイントはイベント以外にも、戦闘後に入手するコンテナから得ることが出来る。

### 戦闘
戦闘はフロントビュー視点で前後列の概念がある。刀剣類など後列攻撃に向かない武器では命中率とダメージが減少する。行動順はステータスと隊列によって決まり、コマンド選択中は時間が止まる擬似リアルタイムで進行する。行動順が来たキャラは一定の待機時間後に選んだ行動を取る。敵も間に割り込んで行動する為、行動順に気をつけないと敵の連続攻撃で一気に押されてしまうこともある。
戦闘時ステータスには耐久力であるHPと、BP（バッテリーポイント）がある。攻撃や非消費アイテム使用にはBPを消費する。強力な装備はBP消費も多く、BPが不足すると通常攻撃すら出来なくなる。HP・BPの上限はキャラのレベルアップ、ドラゴンのレベルアップで上昇する。HP・BPはメーター式であり、回復時は擬似リアルタイム進行に合わせて数値が回復していく為、先を読んで早めに回復しないと受けるダメージや消費に追いつかなくなる。
各キャラは個々の戦闘ステータスの他、所持・装備できるアイテム数の違い、得意武器があり、それらを吟味しながら育成を行っていく。得意武器は説明書に記載されているが、どの武器がどのカテゴリに分類されるかなどはゲーム内で分からない為、いまひとつ効果を確認しづらい。
戦闘中の状態異常は、行動が一回休みになる「ファンブル（戦闘不能）」、行動選択不能になる「恐慌／暴走」（人間／ドラゴン）、行動不能になる「麻痺／ショート」、HPが減少し続ける「毒／酸」がある。毒は非常に強力であり、戦闘直後に敵全体に毒をかけ放置するだけで戦闘が終わってしまうほどである。他、能力アップ・ダウンなどの「エフェクト（特殊効果）」が存在する。
スーパーモノロイドに搭乗するメカ戦闘パートにおいても、基本的には徒歩戦闘と同じである。各登場人物は5種類の機体の間に「マッチポイント」という相性を数値化した値があり、相性の良いモノロイドに搭乗すると攻撃力や命中率が高く発揮される。各人物の得意武器設定も影響を与える。また、ドラゴン各機にもそれぞれ得意武器がある。武器のカテゴリや武器相性などは説明書にも記述が乏しい上、具体的な上昇効果値等が見えないため、登場人物の特性はよく観察した上で装備させる必要がある。
戦闘終了後は経験値とエネルギーの他、アイテムの入ったコンテナを入手することがある。コンテナには罠が仕掛けられており、一定のタイミングで開封しないと爆弾が作動しアイテムは失われる。ボスが落とすコンテナにはそこでしか手に入らない強力な武器やアイテムが入っている。

### ドラゴン
主人公等が搭乗するモノロイドはすべて竜型をしており、スーパーモノロイドと呼ばれる新兵器である。腹にコクピットがあり大きさは20～30mのサイズである。ダマイア軍のモノロイドよりはるかに強力であり、シナリオ進行に従いオーバル軍のシンボルともなっていく。機体名もあるため作中ではもっぱら「ドラゴン」と呼称される。
レベルアップもキムの開発コマンドによって行う。レベルアップするとHP・BPが全回復するため、探索にキムを連れていけば回復しつつ強化を行える。
レッドドラゴン
メインパイロットはマシュー・ロビン。直立二足歩行する竜首の戦士のような外見を持つ。主人公機らしく攻防共に優れ、武装も全体攻撃が多い銃器が得意で、バランスの取れた機体。序盤から終盤までずっと頼りになる。呼称の通り、赤色に塗装されている。マシューにとっては父の形見の機体でもある。
ブルードラゴン
メインパイロットは武蔵小次郎。塗装は青でレッドより四肢が細い。肩・背・肘に大きなブレードを装備した刺々しい外見が特徴。レッドと同じく攻撃・防御共に優れるが、武装がブレードであるため、単体攻撃しか無く、また適性の高い搭乗員もメインパイロット以外に乏しく扱いづらいため、事実上、小次郎専用機と言っても過言ではないが、小次郎自体も強制出撃などが無いため、活躍の場は意外と多い。
イエロードラゴン
メインパイロットはディック・ロジャー。中央の首の他、両肩からそれぞれ長い首が生えた変則的な三つ首を持つ。レッド・ブルーより背が低く四肢が太いどっしりした体型。武装はボウガンで隊列攻撃が多い。見た目に反して防御力が低めである。相性が最も良いから、とディックのみで進めると、後で泣きを見ることになるので要注意。
グリーンドラゴン
メインパイロットはラナ・ムー。四足歩行する剣竜ステゴサウルスのような体型をしている。武装はミサイルで命中率が低い。終盤にイベントで開発可能になる必中装備が手に入るまで戦闘では若干頼りない。HP、EPが全ドラゴンで一番高いので回復、援護向きの機体である。
ホワイトドラゴン
メインパイロットはハマティブ・クリシュナ。形状は他のドラゴンと大幅に異なる東洋の龍であり、浮遊移動する。武装は超能力。加入は遅いが、初期装備のサイコブレスが強力であり、加入直後から活躍できる上に、このドラゴンのみパイロットを4人乗せることが出来るのが最大の特徴。これを活かして戦闘に向かないメンバーや他のドラゴンと相性の悪いメンバーをホワイトドラゴンに乗せて育成するのがベスト。キムとジャニスを後座に乗せるのがセオリー。

## ストーリー
戦争が起こっていた。いつ始まったのか、何が原因で起こったのか、もう誰も覚えていない。ともかく、世界は「オーバル」と「ダマイア」の2つの軍隊に分かれ、延々と戦い続けていた。ある日、オーバル軍の兵士訓練学校に通う少年マシューは、校長に呼び出される。軍の技術者であった父と兄が殺害され、母と妹がダマイア軍に捕虜にされたのだという。驚くマシューに校長は、オーバル軍のエリート部隊「ダンザルブ」への入隊を勧める。ダンザルブ隊へ入隊したマシューは父兄の開発したスーパーモノロイド「レッドドラゴン」を駆り、厳しい戦いの中で次第にたくましい戦士へと成長していく。加熱する戦乱の中、やがて物語はマシューの出生と世界創世に絡む秘密に迫っていくことになる。

## 登場人物

### オーバル軍
マシューとダンザルブ隊が所属する軍。モノロイド技術で勝るダマイア軍に近年劣勢を強いられてきたが、スーパーモノロイドの開発とダンザルブの活躍で勢いを盛り返している。

#### ダンザルブ隊
オーバル軍の最強精鋭部隊。航空戦艦アースシェイカーを母艦とし各地へ転戦する特殊部隊である。メンバーは個性的で癖の強い人物ばかりで国籍も年齢もバラバラである。皆それぞれそれに関しては右に出るものが居ないというほどの特技を持っている。
激しい戦闘や難しい任務に投入されるせいか、メンバーの入れ替わりが激しく、マシュー加入時にはサルベリ・パーカー・ディック・小次郎・ジャニス・キムの6名しか居なかった。
マシュー・ロビン
- 年齢:19歳
- 身体:175cm ♂

本作の主人公。プロローグで父と兄を殺され、母と妹を誘拐されるという悲劇に遭う。家族を奪われた怒りをもってダマイア軍への戦いへと身を投じる。兵士訓練学校から引きぬかれた新兵であり、最初はダンザルブ隊の面々に軽んじられており、マシューも隊員たちを「まるっきりのごろつき」と呼ぶなど反発していたが、レッドドラゴンの加入などで才能を開花させ、次第に認められていく。得意武器は銃器。
マシューにしか反応しない扉など、その身の上にはマシュー自身さえも知らない、ある秘密を抱えており、それが終盤、ひいては物語の鍵となる。
ラナ・ムー
- 年齢:18歳
- 身体:158cm ♀

グリーンドラゴンと共に隊へ加わる。貫頭衣のような民族的衣装と装飾品を身につけた、軍人らしからぬ穏やかで不思議な雰囲気を持つ長いストレートヘアの女性であり、マシューはひと目で惹かれる。
マシュー同様、物語の根幹に関わる秘密を持っている。
サルベリ・スタッカート
- 年齢:52歳
- 身体:170cm ♂

ダンザルブ隊隊長。アメリカ人のベテラン戦士で頑固一徹、反骨精神は強靭。いつも厳しい顔をしている中年軍人。新兵であるマシューに最初は辛く当たり怒鳴りつけるが、癖の強い隊員たちをまとめあげ率いる懐の深い人物。もうひとりの主人公とも呼べる存在である。得意武器は銃器。
ウンベルト・パーカー
- 年齢:74歳
- 身体:162cm ♂

中世のような甲冑とランスを身に着けている、ロシア人の老戦士。隊を陰ながら支える人物。かつてはオーバル軍の鬼教官と呼ばれていた。カバルスキーとは昔からの知り合いであり、戦闘前には掛け合いがある。
ディック・ロジャー
- 年齢:36歳
- 身体:185cm ♂

隊一番の伊達男と噂の高い金髪のイギリス人。軍人なのに上下スーツ姿でキメており、イギリス国旗柄のシャツを身に付ける派手なセンスをしている。イエロードラゴンと共に序盤から戦闘メンバーとして活躍するのだが、見た目通りのプレイボーイであり、女性に目が無い事から大きなトラブルを抱え込むこともしばしば。特にアマンダ、チキとは笑い話にならないほどイベントが起こる。得意武器は弓。
途中でダンザルブ隊の最初の戦死者になる。
むさし・こじろう（武蔵小次郎）
- 年齢:27歳
- 身体:178cm ♂

陣羽織をアレンジした衣服と防具姿の美形の侍。寡黙な日本人。登場時に名乗って以降、終盤までほとんどセリフがなく、シナリオにも絡まない。それゆえか強制出撃が無い上に出撃できる機会が多い為育ちやすく、他のメンバーに強制出撃・出撃不可があるシナリオでは頼りになる。得意武器は刀剣。イラストでは背中に二本背負い、二刀流のようである。
マハティブ・クリシュナ
- 年齢:33歳
- 身体:183cm ♂

ターバンを巻いた褐色肌のインド人。超能力者であり、超能力を活用するホワイトドラゴンの開発に関わる。戦闘メンバーとしても強力な超能力武器を操る。得意武器は超能力。
ジャニス・タットラム
- 年齢:31歳
- 身体:172cm ♀

部隊の医療担当。常識的な判断を下せる大人のオランダ人女性。作成出来る回復薬は彼女のレベルに依存するため優先的に育成する必要がある。本職は医者のため本人の戦闘能力は低いが、初期装備の毒攻撃が非常に強力なので、常時メンバーに加えていても問題ない。負傷者の手当や死者の看取りなどのポイントイベントが多い。得意武器は生物兵器。
キム・ピピン
- 年齢:9歳
- 身体:130cm ♀

メカニック担当の天才少女。ませた言動で部隊を引っ掻き回す。中国系米国人で、語尾に「～ある」を付ける典型的な喋り方をする。パピロットとはケンカ友達である。ジャニス同様、基本的には戦闘要員でないので能力は低めだが、作成できる武器・パーツは彼女のレベルに依存するため優先的に育成する必要がある。育成を怠ると新ミッションに移ったとき戦闘に苦しむはめになる。ジャニス同様、機械操作などのポイントイベントが多い。得意武器は機械兵器。
ブロバンダ・ガンガディン
- 年齢:24歳
- 身体:215cm ♂

序盤で補充される屈強な軍人。真面目な喋りとメキシカンな外見にギャップがある。マシューと異なり最初から隊に受け入れられる。
ガブリエル・ラチェスコ
- 年齢:59歳
- 身体:162cm ♂

ポルトガル出身で爆弾のエキスパート。序盤の爆弾解体ミッションに登場し、後に隊に加わる。得意武器は爆弾。全体にファンブル効果を与える爆弾武器を扱え、使い方によっては戦闘で完封することも可能。
ブル・ドンガモス
- 年齢:23歳
- 身体:223cm ♂

あまり言葉を話さないアメリカ出身の怪力男。性根は優しい。
パピロット・シャーミー
- 年齢:？
- 身体:中型犬サイズ ♀

人語を喋る犬らしき改造生命体。隊にとっては、いわばマスコット担当となる。毛深く丸っこい愛らしい姿だが、ドラゴンの操縦もできる。キムとは良きケンカ友達。防御力が低いので生身戦闘には不向き。得意武器は爪。
チキ・カリオカ
- 年齢:21歳
- 身体:175cm ♀

元ダマイア軍タトゥー・キャッツ隊所属。額の大きなゴーグルと、タトゥー・キャッツ隊の証である頬のバラの刺青が特徴。執念深い隊の空気に似合わない軽い性格。ディックとの出会いを経て、オーバル軍に寝返る。
セルダー長官
ダンザルブ隊に司令を与えるオーバル軍上層部の司令官。普段はモニターを通した通信でしか顔を見ることはない。

### ダマイア軍
敵組織であるダマイア軍は、5つの部隊から構成されている。各部隊の隊長は「五将星(ごしょうせい)」と呼ばれ、軍の最高幹部となっている。
オーバル軍所属であるマシュー達からは悪魔の軍隊と罵られているが、作中に登場する隊長や兵士たちに話しかけると、ジョークを言ったり愛嬌のある言動を見せる。
カバルスキー・ブラスタニヤ
- 年齢:42歳
- 身体:163cm ♂

恐竜型モノロイドを操る部隊「グレート・バーバリアンズ」の隊長。碧眼で、軍人というより山賊か海賊のような身なりをしている。ダマイア軍を正義と信じており、力で押しつぶすような戦いを好む、野蛮なれど武人肌な人物。ある事件で戦争の真実を知り、自暴自棄になりマシューらに襲いかかってくる。愛機は肉食恐竜型モノロイド「ティラノサウルス」。
バンブー・ジャンゴ
- 年齢:31歳
- 身体:176cm ♂

常に自分の棺桶を引きずっていることをモットーとする「デスリバー隊」の隊長。五将星の中では最初に登場する。戦士であることに誇りを持っており、強い者は敵でも評価するという、高潔な性格の武人。それゆえか仲間意識が強く、部下からの信頼も厚い。愛機は三つ首の獣型モノロイド「ケルベロス」。
アマンダ・ローズ
- 年齢:29歳
- 身体:172cm ♀

頬に薔薇の刺青をした女性隊員からなる「タトゥー・キャッツ隊」の隊長。真っ赤なレザービキニとブーツの派手な露出で、薔薇の形をした鞭「ローズウィップ」を振るう。蝙蝠の翼と爪が特徴的な悪魔型モノロイド「アモン」を駆る。実はディックとは元恋人同士であり、彼に捨てられてしまった事がきっかけで男（特にディック）に対する復讐を誓い、ダマイア軍に身を投じて部下も全て女性のみで編成するという、余りにも洒落にならない経緯がある。チキは元部下。
ミストラ・シャーマン
- 年齢:46歳
- 身体:169cm ♂

超能力を操る隊員からなる「ラーナー・ブラフ隊」の隊長。口調は常に丁寧だが、敵を苦しめることに喜びを見出す、慇懃無礼なサディスト。愛機は爬虫類型の二足歩行モノロイド「サラマンダー」。
ゾロ・ベンダール
- 年齢:34歳
- 身体:183cm ♂

「メカニカル・バスターズ」の隊長で、脳以外は全て機械でできているサイボーグ。卑劣な性格で、勝つためならばどんなに汚い手段でも平然とこなす。愛機は二つ首と六本足の醜悪な蜘蛛型モノロイド「バール」。
キース・レンジャー
- 年齢:25歳
- 身体:182cm ♂

軍の中で特別なエリート教育を受けた兵士で、どの部隊にも属さない一匹狼。軍内では五将星と同格に扱われており、素性を明かさないことと慇懃な言動も相まって仲間からは快く思われていない。マシューとラナに何らかのこだわりを持っており、何度か戦いとなる。愛機は強力な二首ドラゴン型の二足歩行モノロイド「ヴァラク」。
プーキン所長
捕虜収容所の所長。ゾロの部下であり、マシューの母と妹を捕らえている。一度倒すと筋肉増強剤を飲み変身し、もう一度襲い掛かってくる。
ダマイア軍司令
素性不明。終盤で意外な正体が明かされる。

### その他
マッド・S
ミッション3のクラト鉱山に隠れ住む科学者。「マッドサイエンティスト」の略なのか、名前なのかは不明。「遊びに参加するため外から来た」と話し、ヒーローロボットのようなメカ「スーパーロボＧＸ５」で襲い掛かってくる。
ビンセント・グローリー
- 年齢:43歳
- 身体:172cm ♂

サルベリの旧知。「盗賊」を名乗る。戦争の真実に関わる情報を握っている謎の男。
レイモンド
マシューの同期。マシューとは異なり普通に卒業し、オーバル軍に入る。後のミッションで再会することになる。

## 音楽
サウンドトラック
- 『龍騎兵団ダンザルブ』（APCG-4034、1993年4月21日、アポロン発売）

1. オープニング・テーマ
2. ダンザルブVS五将星
3. 出撃アースシェイカー
4. 陽気な奴ら
5. 哀愁の彼方に
6. 戦いすんで
7. ダンザルブのテーマ
8. 我らダンザルブ隊
9. アースシェイカー
10. フィールドを死守せよ
11. レスキュー
12. フロントラインの攻防
13. 出陣!
14. モノロイド発進
15. 激闘
16. 勝利の余韻
17. 緊迫の一瞬
18. キース・レンジャーのテーマ
19. ビンセント・グローリーのテーマ
20. 五将星
21. 好敵手
22. ガブリエルの旅立ち
23. 親友の死
24. 悲しみのディック
25. 最後の任務
26. 真の敵は…
27. エンディング・テーマ
28. フィナーレ

## スタッフ
- 原作・製作総指揮：飯島健男
- デザインプロデュース：赤井孝美
- キャラクター・メカニック・モンスターデザイン：庵野秀明、鶴巻和哉（デザインチーフ）、大畑浩一、夢野レイ等合計16名[8]

- 企画、メイン・プログラマー、アニメーション・データ：氷見元生
- コ・プログラマー：伊藤真也
- パーティ・データ、エネミー・データ、アイテム・データ：小早川大
- エネミー・グラフィック、エフェクト・グラフィック、コクピット・グラフィック：前嶋弘史
- 音楽、効果音：西澤洋
- スーパーバイザー：頓宮勝弘
- マップ・モード：鈴木潤、河西貴則
- デバッガー：大口修、渡部陽子
- スペシャル・サンクス：瀧本和是、飯島健男、のぐちかつひろ、いしぐろとものり、かねこゆうこ、早川奈津子、すずきゆきこ、山田章代、あらし、きくがわかおる、根本賢二

## 評価
- ゲーム誌『ファミコン通信』の「クロスレビュー」では、7・6・6・5の合計24点（満40点）[9]、『ファミリーコンピュータMagazine』の読者投票による「ゲーム通信簿」での評価は以下の通りとなっており、20.43点（満30点）となっている[1]。この得点はスーパーファミコン全ソフトの中で168位（323本中、1993年時点）となっている[1]。

| 項目 | キャラクタ | 音楽 | 操作性 | 熱中度 | お買得度 | オリジナリティ | 総合  |
| 得点 | 3.35       | 3.48 | 3.39   | 3.59   | 3.10     | 3.52           | 20.43 |

## 関連商品

### 書籍
- 『龍騎兵団ダンザルブ―公式ガイドブック』（小学館） 1993.3月 ISBN 978-4091024350
- 『ダンザルブ〈VOL.1〉バーチャルゾーンの蒼い月』（小学館、スーパークエスト文庫） 1993.6 ISBN 978-4094401318
- 『ダンザルブ - バーチャルゾーンの蒼い月〈VOL.2〉』（小学館、スーパークエスト文庫） 1993.8月 ISBN 978-4094401325

スーパークエスト文庫より発刊された、本作とテーマを同じくする小説。舞台は現代であり、「ダンザルブ」の固有名詞が存在すること以外に、本作と直接の関連はない。
- 『ダンザルブ』前・後編

別冊コロコロコミック内で連載されていたマンガ作品。ややホラー色が強いのが特徴。単行本化はされていない。コミカライズはかとうひろしが担当。
- 『バーチャウォーリア ダンザルブ』

週刊少年サンデーSで連載されていたマンガ作品。こちらも単行本化はされていない。原作：飯島健男 作画：MAC。

### TV作品
- 『特捜ロボ ジャンパーソン』

17話にて帯刀龍三郎が本作を遊んでいる。